# 大仲家遗址
大仲家遗址，位于山东省烟台市蓬莱市大季家镇大仲家村，是中华人民共和国山东省文物保护单位之一。
1992年6月12日，授予山东省文物保护单位，是一座古遗址。